# Lepanthes oreocharis
Lepanthes oreocharis är en orkidéart som beskrevs av Rudolf Schlechter. Lepanthes oreocharis ingår i släktet Lepanthes och familjen orkidéer. Inga underarter finns listade i Catalogue of Life.